# بيانات الخدمة التكميلية غير المنظمة

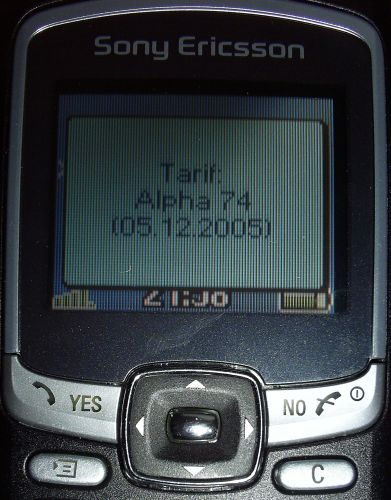
بيانات الخدمة التكميلية على هاتف محمول سوني موبايل (2005)

بيانات الخدمة التكميلية غير المنظمة (USSD)، والتي يشار إليها أحيانًا باسم "الرموز السريعة" أو "رموز الميزات "، هي بروتوكول اتصالات المستخدمة في الهاتف المحمولة من أجل التواصل مع أجهزة الشغيل في شبكة الهاتف المحمول . ويمكن استخدام الخدمة التكميلية غير المنظمة لتصفح بروتوكول التطبيقات اللاسلكية، وخدمة رد الاتصال المدفوعة، وخدمات الأموال المحمولة، وخدمات المحتوى المستندة إلى الموقع، وخدمات المعلومات المستندة إلى القائمة، وكجزء من تكوين الهاتف على الشبكة. لا تتطلب الخدمة تطبيق مراسلة، ولا تتطلب أي رسوم.
يصل طول رسائل الخدمة التكميلية غير المنظمة إلى 182 حرفًا أبجديًا رقميًا. على عكس رسائل خدمة الرسائل القصيرة ، تقوم رسائل الخدمة التكميلية غير المنظمة بإنشاء اتصال في الوقت الفعلي أثناء المعاملة. يظل الاتصال مفتوحًا، مما يسمح بتبادل سلسلة من البيانات في الاتجاهين. مما يجعل الخدمة التكميلية غير المنظمة أسرع من الخدمات التي تستخدم الرسائل القصيرة.
بينما تم التخلص التدريجي من النظام العالمي لاتصالات الهواتف المحمولة في عام 2020 باستخدام تقنيات 2G و3G، يمكن دعم الخدمة التكميلية غير المنظمة عبر LTE و5G وIMS.

## الاستخدامات
عندما يرسل مستخدم رسالة إلى شبكة شركة الهاتف، يتم استلامها بواسطة جهاز كمبيوتر مخصص للخدمة التكميلية غير المنظمة. ويتم إرسال استجابة الكمبيوتر مرة أخرى إلى الهاتف، وعادةً ما يكون ذلك بشكل يُرى على شاشة الهاتف. لا يتم تعريف الرسائل المرسلة عبر الخدمة التكميلية غير المنظمة من قبل أي هيئة توحيد، لذلك يمكن لكل مشغل شبكة تنفيذ ما هو أكثر ملاءمة لعملائه.
يمكن استخدام الخدمة التكميلية غير المنظمة لتوفير خدمات اتصال مستقلة مثل خدمة رد الاتصال (من أجل تقليل رسوم الهاتف أثناء التجوال)، أو تعزيز قدرات التسويق عبر الهاتف المحمول أو خدمات البيانات التفاعلية.
يتم استخدام الخدمة التكميلية غير المنظمة غالباً بواسطة الهواتف الخلوية المدفوعة مسبقًا للاستعلام عن الرصيد المتاح. يخفي تطبيق "التحقق من الرصيد" الخاص بالمورد تفاصيل بروتوكول الخدمة التكميلية غير المنظمة عن المستخدم. وفي بعض شبكات هاتف محمول مسبق الدفع، مثل تيسكو موبايل، بمجرد قيام المستخدم بإجراء يكلف أموالاً، يرى المستخدم رسالة الخدمة التكميلية غير المنظمة برصيده الجديد. يمكن أيضًا استخدام الخدمة لإعادة ملء الرصيد الموجود على وحدة تعريف المشترك الخاصة بالمستخدم وتقديم كلمات مرور أو رموز PIN لمرة واحدة .

## تفاصيل تقنية
تتمتع معظم الهواتف المحمولة بقدرة استخدام الخدمة التكميلية غير المنظمة. ويرتبط عمومًا بخدمات المراسلة الفورية أو الفورية. مركز خدمة الرسائل القصيرة غير موجود في مسار المعالجة، لذا لا تتوفر إمكانية التخزين وإعادة التوجيه التي تدعمها بروتوكولات الرسائل القصيرة الأخرى مثل SMS.

### شكل
تبدأ رسالة الخدمة التكميلية غير المنظمة عادةً بعلامة النجمة (*) وتنتهي برمز التجزئة (#). تشتمل الرسالة النموذجية على أرقام للأوامر أو البيانات؛ ويمكن فصل مجموعات الأرقام بعلامات نجمية إضافية.

### وضع[5]الخدمة التكميلية غير المنظمة
الذي يتم تشغيله عبر الهاتف المحمول
- TapUSSD/PULL أو USSD/P2A
- عندما يقوم المستخدم بطلب رمز، على سبيل المثال *139# من الهاتف المحمول

الذي يتم تشغيله من الشبكة
- USSD/PUSH أو USSD/A2P
- عندما يتلقى المستخدم رسالة دفع من الشبكة؛ تستخدم في المقام الأول للخدمات الترويجية

| مثال على رموز الخدمة التكميلية غير المنظمة |
| ------------------------------------------ |
| *101#                                      |
| *139*1*1234567890#                         |

## واجهة الإنسان والآلة
الرموز أدناه ليست رموز الخدمة التكميلية غير المنظمة، وإنما هي واجهة الإنسان والآلة ذات الصلة (MMI)؛ تم توحيدها بحيث تكون هي نفسها في كل هاتف محمول. ويتم تفسيرها بواسطة الهاتف أولاً قبل إرسال الأمر المقابل (وليس الرمز نفسه) إلى الشبكة. قد لا تعمل هذه الرموز دائمًا عند استخدام واجهة آي تي؛ هناك أوامر آي تي القياسية المحددة لكل من هذه الإجراءات بدلاً من ذلك.
بي إيس هو نوع الخدمة الحاملة، وبعض القيم الصالحة هي:
- 11 للصوت
- 13 للفاكس
- 16 للرسائل النصية القصيرة (صالحة للحظر فقط)
- 25 للبيانات
- <اتركه فارغًا> للجميع.